# Les Bronzés (série de films)
Pour les articles homonymes, voir Les Bronzés (homonymie).
 Pour plus de détails, voir Fiche technique et Distribution
Les Bronzés est une série de films français composée de trois films sortis de 1978 à 2006.

## Filmographie
- Les Bronzés réalisé par Patrice Leconte, sorti en 1978.
- Les Bronzés font du ski réalisé par Patrice Leconte, sorti en 1979.
- Les Bronzés 3 : Amis pour la vie réalisé par Patrice Leconte, sorti en 2006.

## Distribution
| Rôle                                    | Films              | Films                          | Films                | Films |
| Rôle                                    | Les Bronzés (1978) | Les Bronzés font du ski (1979) | Les Bronzés 3 (2006) |       |
| --------------------------------------- | ------------------ | ------------------------------ | -------------------- | ----- |
| Bernard Morin                           | Gérard Jugnot      | Gérard Jugnot                  | Gérard Jugnot        |       |
| Nathalie Morin                          | Josiane Balasko    | Josiane Balasko                | Josiane Balasko      |       |
| Jean-Claude Dusse dit « J-C »           | Michel Blanc       | Michel Blanc                   | Michel Blanc         |       |
| Jerôme Tarayre                          | Christian Clavier  | Christian Clavier              | Christian Clavier    |       |
| Gisèle André (ex Tarayre) dite « Gigi » | Marie-Anne Chazel  | Marie-Anne Chazel              | Marie-Anne Chazel    |       |
| Christiane dite « La folle »            | Dominique Lavanant | Dominique Lavanant             | Dominique Lavanant   |       |
| Robert Lespinasse dit « Popeye »        | Thierry Lhermitte  | Thierry Lhermitte              | Thierry Lhermitte    |       |
| l'homme en slip noir                    | Bruno Moynot       |                                |                      |       |
| Miguel Weissmuller                      | Martin Lamotte     |                                | Martin Lamotte       |       |
| Marcus, le chef de village              | Guy Laporte        |                                |                      |       |
| André Bourseault                        | Michel Creton      |                                |                      |       |
| Georges Pelletier dit « Bobo »          | Luis Rego          |                                |                      |       |
| Marius                                  |                    | Maurice Chevit                 |                      |       |
| Gilbert Seldman                         |                    | Bruno Moynot                   |                      |       |
| le cousin                               |                    | Guy Laporte                    |                      |       |
| M. Camus                                |                    | Roland Giraud                  |                      |       |
| Graziella Lespinasse                    |                    |                                | Ornella Muti         |       |
| Jambier                                 |                    |                                | Bruno Moynot         |       |
| Mme Franken, la dame au chien           |                    |                                | Doris Kunstmann      |       |
| Benjamin Morin                          |                    |                                | Arthur Jugnot        |       |
| Helena                                  |                    |                                | Caterina Murino      |       |
| Guy                                     |                    |                                | Éric Naggar          |       |

## Accueil

### Entrées
| Film                    | Box office         | Box office          | Total              |
| Film                    | France             | Monde (hors France) | Total              |
| ----------------------- | ------------------ | ------------------- | ------------------ |
| Les Bronzés             | 2 308 644 entrées  | /                   | 2 308 644 entrées  |
| Les Bronzés font du ski | 1 535 781 entrées  | /                   | 1 535 781 entrées  |
| Les Bronzés 3           | 10 355 930 entrées | /                   | 10 355 930 entrées |
| Totaux                  | 14 200 355 entrées | Non connu           | 14 200 355 entrées |

## Audiences
| Date                      | Chaîne   | Film                                                | Audiences, | Place |
| ------------------------- | -------- | --------------------------------------------------- | ---------- | ----- |
| Mardi 12 mars 1991        | France 2 | Les Bronzés                                         | 6 958 000  | 2e    |
| Lundi 11 novembre 1991    | France 2 | Les Bronzés font du ski                             | 7 455 000  | 1er   |
| Mardi 1er juin 1993       | TF1      | Les Bronzés                                         | 10 805 000 | 1er   |
| Mardi 7 décembre 1999     | TF1      | Les Bronzés                                         | 8 205 000  | 1er   |
| Mardi 18 janvier 2000     | TF1      | Les Bronzés font du ski                             | 10 984 480 | 1er   |
| Mardi 15 janvier 2002     | TF1      | Les Bronzés                                         | 8 563 000  | 1er   |
| Mardi 12 mars 2002        | TF1      | Les Bronzés font du ski                             | 8 745 000  | 1er   |
| Mardi 17 février 2004     | TF1      | Les Bronzés font du ski                             | 10 838 000 | 1er   |
| Mardi 16 mars 2004        | TF1      | Les Bronzés                                         | 8 951 000  | 1er   |
| Mardi 31 janvier 2006     | TF1      | Les Bronzés font du ski                             | 12 389 260 | 1er   |
| Mardi 14 mars 2006        | TF1      | Les Bronzés                                         | 12 333 200 | 1er   |
| Mardi 9 septembre 2008    | TF1      | Les Bronzés 3 : Amis pour la vie Première diffusion | 11 242 000 | 1er   |
| Dimanche 21 décembre 2008 | TF1      | Les Bronzés font du ski                             | 10 453 000 | 1er   |
| Mardi 3 mars 2009         | TF1      | Les Bronzés                                         | 7 436 000  | 1er   |
| Dimanche 6 mars 2011      | TF1      | Les Bronzés 3 : Amis pour la vie                    | 7 786 000  | 1er   |
| Dimanche 26 février 2012  | TF1      | Les Bronzés font du ski                             | 8 787 000  | 1er   |
| Dimanche 3 juin 2012      | TF1      | Les Bronzés                                         | 5 963 000  | 1er   |
| Dimanche 3 novembre 2013  | TF1      | Les Bronzés 3 : Amis pour la vie                    | 5 264 000  | 1er   |
| Dimanche 11 janvier 2015  | TF1      | Les Bronzés                                         | 4 224 000  | 2e    |
| Dimanche 8 février 2015   | TF1      | Les Bronzés font du ski                             | 7 092 000  | 1er   |
| Dimanche 12 février 2017  | TF1      | Les Bronzés font du ski                             | 7 831 000  | 1er   |
| Dimanche 11 juin 2017     | TF1      | Les Bronzés                                         | 3 879 000  | 1er   |
| Dimanche 18 juin 2017     | TF1      | Les Bronzés 3 : Amis pour la vie                    | 4 246 000  | 1er   |
| Dimanche 24 février 2019  | TF1      | Les Bronzés font du ski                             | 4 926 000  | 1er   |
| Jeudi 9 mai 2019          | TF1      | Les Bronzés 3 : Amis pour la vie                    | 3 543 000  | 1er   |
| Jeudi 25 juillet 2019     | TF1      | Les Bronzés                                         | 3 225 000  | 1er   |
| Jeudi 28 mai 2020         | TF1      | Les Bronzés                                         | 4 705 000  | 1er   |
| Jeudi 4 juin 2020         | TF1      | Les Bronzés font du ski                             | 5 886 000  | 1er   |
| Jeudi 11 juin 2020        | TF1      | Les Bronzés 3 : Amis pour la vie                    | 4 727 000  | 1er   |
| Mardi 15 février 2022     | TF1      | Les Bronzés font du ski                             | 4 675 000  | 1er   |
| Dimanche 3 juillet 2022   | TF1      | Les Bronzés 3 : Amis pour la vie                    | 3 078 000  | 1er   |
| Mercredi 12 juillet 2023  | TF1      | Les Bronzés                                         | 3 335 000  | 1er   |
| Dimanche 11 février 2024  | TF1      | Les Bronzés font du ski                             | 5 089 000  | 1er   |
| Dimanche 7 octobre 2024   | TF1      | Les Bronzés                                         | 5 804 000  | 1er   |

## Clin d’œil
Dans Snowboarder (2003), Thierry Lhermitte fait un caméo dans le rôle d'un pisteur nommé Popeye.